# Buhonca, Neamț
Buhonca este un sat în comuna Doljești din județul Neamț, Moldova, România.

## Istorie
Localitatea este situată la 18 km  nord est de orașul Roman pe colinele ce domină partea stângă a râului Siret. Locuitorii satului sunt preponderent de religie romano-catolică.
Prima atestare istorică datează din 1801, când localitatea avea 10 familii.
Biserica din centrul satului poartă hramul Înălțarea Sfintei Cruci și aparține arhitectonic stilului neo roman și care a fost construită între 1930-1938.
 Acest articol despre o localitate din județul Neamț este deocamdată un ciot. Puteți ajuta Wikipedia prin completarea lui.